# Allium pervestitum
Allium pervestitum là một loài thực vật có hoa trong họ Amaryllidaceae. Loài này được Klokov mô tả khoa học đầu tiên năm 1950.